# Магистрални пут 181 (Северна Каролина)
Северна Каролина ауто-пут 181 (енгл. North Carolina Highway 181 пут се још назива и Беатрис Коб ауто-пут) је државни ауто-пут у Северној Каролини. Иде од Моргантона до Њуланда.
Пут је дугачак 58,3 km. Отворен је 1928.

## Други називи
Ауто-пут је познат и под називима НК 181 и Беатрис Коб ауто-пут, али се такође користе и разна имена за неке делове ауто-пута:
- Др Марија Мартин Слуп ауто-пут- званичан назив ауто-пута на простору између Пинеола и Линвила.
- С. Б. Лејси Јр. ауто-пут- званичан назив ауто-пута између Линвила и Њуланда[тражи се извор].

### Беатрис Коб ауто-пут
Беатрис Коб (1888—1951) је своју каријеру започела као наставник и књижевник. Током своје каријере добила је бројне награде и докторат на Универзитету у Северној Каролини. Читав ауто-пут је именован по њој.